# Platyura pulchra
Platyura pulchra is een muggensoort uit de familie van de Keroplatidae. De wetenschappelijke naam van de soort werd voor het eerst geldig gepubliceerd in 1893 door Williston.